# Aino Turpeinen
Aino Turpeinen (...) è un'ex fondista finlandese paralimpica, vincitrice di due medaglie d'argento alle Paralimpiadi invernali del 1976 a Örnsköldsvik.

## Carriera
Partecipante alle Paralimpiadi del 1976 a Örnsköldsvik, Turpeinen ha conquistato due argenti: nei 5 km distanza corta III (oro per la tedesca Dorothea Neuweiler e bronzo per la svedese Ellen Sjodin) e nei 10 km distanza media III (stesso podio della gara dei 5 km).

## Palmarès

### Paralimpiadi
- 2 medaglie:
  - 2 argenti (5 km distanza corta III e 10 km distanza media III a Örnsköldsvik 1976)